# Emilie von Binzer

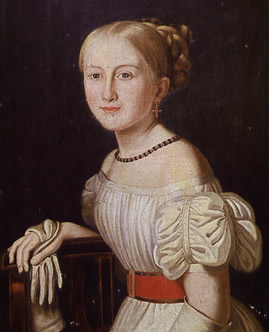
Emilie von Binzer

Emilie von Binzer, geborene Emilie Henriette Adelheid von Gerschau, Pseudonym Ernst Ritter (* 6. April 1801 in Berlin; † 9. Februar 1891 in München) war eine adelige Schriftstellerin.

## Herkunft
Ihre Eltern waren Peter Freiherr von Gerschau (* 15. Oktober 1779 in Behnen in Kurland; † 5. Mai 1852 in Kopenhagen) ein unehelicher Sohn des kurländischen Herzogs Peter von Biron und russischer Generalkonsul in Kopenhagen und Henriette Friederike Caroline Schmidt (* 10. April 1779; † 20. Oktober 1848 in Kopenhagen). Emilie wurde am Hof ihrer Tante, der Herzogin Wilhelmine von Sagan, aufgezogen und erhielt dort die bestmögliche Erziehung und Bildung.

## Leben
1822 lernte sie August Daniel von Binzer kennen, der einer Einladung ihrer Tante zu einer literarisch-musischen Veranstaltung im Schloss gefolgt war. Nach ihrer Hochzeit noch im selben Jahr lebte das Ehepaar u. a. in Venedig, Köln, Leipzig (wo August Daniel von Binzer als Redakteur für die „Zeitung für die elegante Welt“ arbeitete), kurz in Augsburg und schließlich übersiedelte die Familie 1845 nach Wien. Die Dame des Hauses führte, so wie bereits zuvor in Leipzig, einen biedermeierlichen Salon, in dem Künstler, Literaten und Politiker ein und aus gingen.
Das mit Freiherr von Zedlitz befreundete Ehepaar beschloss an einem österreichischen Alpensee gemeinsam ein Haus zu bauen. Die Wahl fiel auf Altaussee, wo im Jahr 1847 mit dem Bau des „Seehauses“ (später „Parkhotel“) begonnen wurde. Im Jahr 1848 folgte das Ehepaar Adalbert Stifter nach Linz, wo sie im Winter das Eckhaus Promenade – Klammstraße bewohnten, im Sommer aber in Altaussee lebten. Ihr Salon wurde hier der Treffpunkt der Linzer Gesellschaft sowie gehobener Wiener Gäste.
Emilie von Binzer schrieb einige Werke, welche auch am Burgtheater aufgeführt wurden und stand Erzherzog Maximilian literarisch beratend zur Seite. Dieser besuchte sie noch kurz vor seiner Abreise nach Mexiko und sie erhielt nach seiner Hinrichtung einen Abschiedsbrief.
Emilie von Binzer pflegte Freiherrn von Zedlitz während dessen letzter Krankheit, an der er 1862 verstarb. Nachdem 1868 ihr Gatte und auch Adalbert Stifter gestorben waren, übersiedelte sie zu einem ihrer Söhne nach München, wo sie im 90. Lebensjahr verstarb.

## Kinder
Dem Ehepaar wurde innerhalb der ersten sieben Ehejahre fünf Kinder geboren: 1823 Klara in Flensburg (heiratete später Enno von Colomb), 1824 Karl Heinrich Friedrich und 1825 Marie in Glücksburg, 1827 August und 1829 Alexandrine in Kiel.

## Werke
- Die Gauklerin. Drama in 5 Aufzügen (um 1846)
- Mohnkörner : Gesammelte Erzählungen. Gustav Heckenast, Pest 1846 Digitalisat der ÖNB Wien = ganzer Band zum Herunterladen bei Google Books
  - Band 1 (Schloss Wartberg; Geraldine) Digitalisat der University of Chicago = ganzer Band zum Herunterladen bei Google Books
  - Band 2 (Die Verlobung; Ulysses; Herbstwochen am See) Digitalisat der University of Chicago = [8vY9AQAAMAAJ ganzer Band zum Herunterladen bei Google Books]
- Erzählungen (Band 1) : Der Gelehrte, Ein Jugendabentheuer, Meine alte Wärterin, Das Falkenmädchen, Die Reise nach Karlsbad. Gustav Heckenast, Pest 1850 Digitalisat bei Google Books
- Charactere. Erzählungen (sic! der Untertitel, auch wenn nur die Erzählung Oskar Kleinert enthalten ist). Herzabek, Prag 1855 Digitalisat der ÖNB Wien = ganzer Band zum Herunterladen bei Google Books; Digitalisat der University of Chicago = ganzer Band zum Herunterladen bei Google Books
- Karoline Neuber, ein Lebensbild aus dem vorigen Jahrhundert (Theaterstück; Für das Theater). Wallishausser, Wien o. J. Digitalisat der ÖNB Wien = ganzer Band zum Herunterladen bei Google Books
- Drei Sommer in Löbichau 1819–21. Speemann, Stuttgart 1877 Digitalisat der ÖNB Wien = ganzer Band zum Herunterladen bei Google Books, Digitalisat der University of Chicago = ganzer Band zum Herunterladen bei Google Books

## Ehrungen
- 1982 wurde in Linz der Binzerweg nach ihr benannt, eine von der Thürheimerstraße in nördlicher Richtung verlaufende Sackgasse.[3]